# ماكس كيبنغ
ماكس كيبنغ هو مذيع أخبار كندي، ولد في 1 أبريل 1942 في غراند بانك ‏ في كندا، وتوفي في 1 أكتوبر 2015 في أوتاوا في كندا بسبب سرطان.

## وصلات خارجية
- ماكس كيبنغ على موقع IMDb (الإنجليزية)